# Tarec Saffiedine
Tarec Saffiedine, né le 6 septembre 1986 à Bruxelles, est un pratiquant belge d'arts martiaux mixtes (MMA). Il est le dernier champion des poids mi-moyens de la défunte promotion Strikeforce. Il a depuis intégré les rangs de l'Ultimate Fighting Championship, plus grosse organisation mondiale de MMA.

## Enfance et formation martiale
Tarec est né d'un père libanais, immigrant en Belgique pour étudier l'ophtalmologie, et d'une mère belge. Il a grandi à Woluwe-Saint-Lambert dans la périphérie de Bruxelles. Son père pratiquait le taekwondo. Tarec a commencé son parcours martial par le judo, à l'âge de 10 ans. Il a ensuite pratiqué diverses disciplines telles que le wushu, le wing chun et le taekwondo.
Parallèlement, il pratique le basket durant son adolescence. Son gout pour les mangas va alors le pousser à pratiquer le karaté dès l'âge de 16 ans, et à obtenir 3 ans plus tard une ceinture noire en Shihaishinkai, style de karaté comprenant des frappes réelles, des projections ainsi qu'un travail au sol.
Tarec a ensuite pratiqué le kickboxing en amateur avec un bilan de 12-1-1. Puis, il a commencé à s'entrainer au jiu-jitsu brésilien et au muay-thaï. Enfin, lorsqu'il immigre aux États-Unis en 2009, il intègre la lutte à sa panoplie. Durant cette période, Tarec a effectué plusieurs emplois dans la restauration, le cinéma ou en tant que jardinier ou vigile. Il a reçu son surnom The Sponge (l'éponge) par l'un de ses entraîneurs grâce à sa capacité d'apprentissage.

## Parcours en arts martiaux mixtes

### Strikeforce
Entraîné par Daniel Woirin, il remporte la ceinture des poids mi-moyens du Strikeforce en battant l'Américain Nate Marquardt par décision unanime en début d'année 2013.

### Ultimate Fighting Championship
Il rencontre Rory MacDonald lors de l'UFC Fight Night 54 à Halifax, le 4 octobre 2014.
Après avoir dicté le rythme des deux premiers rounds, MacDonald met au tapis Saffiedine d'un crochet du gauche dans la troisième reprise. Le Belge est alors incapable de se défendre des coups de poing et le jeune Canadien remporte la victoire par TKO.

## Palmarès en arts martiaux mixtes
| 23 combats     | 16 victoires | 7 défaites |
| Par KO         | 1            | 1          |
| Par soumission | 5            | 0          |
| Sur décision   | 10           | 6          |

| Résultat | Record | Adversaire        | Méthode                               | Événement                                       | Date              | Round | Temps | Lieu                                  | Notes                                                 |
| -------- | ------ | ----------------- | ------------------------------------- | ----------------------------------------------- | ----------------- | ----- | ----- | ------------------------------------- | ----------------------------------------------------- |
| Défaite  | 16-7   | Rafael dos Anjos  | Décision unanime                      | UFC Fight Night: Holm vs. Correia               | 17 juin 2017      | 3     | 5:00  | Kallang, Singapour                    |                                                       |
| Défaite  | 16-6   | Kim Dong-Hyun     | Décision partagée                     | UFC 207: Nunes vs. Rousey                       | 30 décembre 2016  | 3     | 5:00  | Las Vegas, Nevada, États-Unis         |                                                       |
| Défaite  | 16-5   | Rick Story        | Décision unanime                      | UFC Fight Night: Almeida vs. Garbrandt          | 29 mai 2016       | 3     | 5:00  | Las Vegas, Nevada, États-Unis         |                                                       |
| Victoire | 16-4   | Jake Ellenberger  | Décision unanime                      | UFC on Fox: Johnson vs. Bader                   | 30 janvier 2016   | 3     | 5:00  | Newark, New Jersey, États-Unis        |                                                       |
| Défaite  | 15-4   | Rory MacDonald    | TKO (coups de poing)                  | UFC Fight Night: MacDonald vs. Saffiedine       | 4 octobre 2014    | 3     | 1:28  | Halifax, Nouvelle-Écosse, Canada      |                                                       |
| Victoire | 15-3   | Hyun Gyu Lim      | Décision unanime                      | UFC Fight Night: Saffiedine vs. Lim             | 4 janvier 2014    | 5     | 5:00  | Marina Bay, Singapour                 | Combat de la soirée.                                  |
| Victoire | 14-3   | Nate Marquardt    | Décision unanime                      | Strikeforce: Marquardt vs. Saffiedine           | 12 janvier 2013   | 5     | 5:00  | Oklahoma City, Oklahoma, États-Unis   | Remporte le titre des poids mi-moyens du Strikeforce. |
| Victoire | 13-3   | Roger Bowling     | Décision unanime                      | Strikeforce: Rousey vs. Kaufman                 | 18 aout 2012      | 3     | 5:00  | San Diego, Californie, États-Unis     |                                                       |
| Victoire | 12-3   | Tyler Stinson     | Décision partagée                     | Strikeforce: Rockhold vs. Jardine               | 7 janvier 2012    | 3     | 5:00  | Las Vegas, Nevada, États-Unis         |                                                       |
| Victoire | 11-3   | Scott Smith       | Décision unanime                      | Strikeforce: Fedor vs. Henderson                | 30 juillet 2011   | 3     | 5:00  | Hoffman Estates, Illinois, États-Unis |                                                       |
| Défaite  | 10-3   | Tyron Woodley     | Décision unanime                      | Strikeforce Challengers: Woodley vs. Saffiedine | 7 janvier 2011    | 3     | 5:00  | Sacramento, Californie, États-Unis    |                                                       |
| Victoire | 10-2   | Brock Larson      | Décision unanime                      | Shark Fights 13                                 | 11 septembre 2010 | 3     | 5:00  | Amarillo, Texas, États-Unis           |                                                       |
| Victoire | 9-2    | Nate Moore        | KO (coup de poing)                    | Strikeforce Challengers: Lindland vs. Casey     | 21 mai 2010       | 2     | 1:21  | Portland, Oregon, États-Unis          |                                                       |
| Victoire | 8-2    | James Terry       | Décision unanime                      | Strikeforce Challengers: Kaufman vs. Hashi      | 26 février 2010   | 3     | 5:00  | San Jose, Californie, États-Unis      |                                                       |
| Défaite  | 7-2    | Yoon Dong-Sik     | Décision partagée                     | Dream 12                                        | 25 octobre 2009   | 3     | 5:00  | Osaka, Japon                          | Combat chez les poids moyens.                         |
| Victoire | 7-1    | Seichi Ikemoto    | Décision unanime                      | Dream 10                                        | 20 juillet 2009   | 2     | 5:00  | Saitama, Japon                        |                                                       |
| Victoire | 6-1    | Mike Arellano     | Soumission (clé de cheville)          | War Gods 5                                      | 30 mai 2009       | 1     | 2:44  | Alpine, Californie, États-Unis        |                                                       |
| Victoire | 5-1    | Scott Rose        | Soumission (étranglement en triangle) | Long Beach Fight Night 4                        | 4 avril 2009      | 1     | 0:58  | Long Beach, Californie, États-Unis    |                                                       |
| Victoire | 4-1    | Rich Bondoc       | Soumission (clé de bras)              | Ultimate Cage Wars 12                           | 27 juin 2008      | 1     | 2:18  | Winnipeg, Manitoba, Canada            |                                                       |
| Victoire | 3-1    | Raymond Jarman    | Décision unanime                      | Shooto Belgium: Encounter the Braves            | 15 décembre 2007  | 3     | 5:00  | Charleroi, Belgique                   |                                                       |
| Victoire | 2-1    | Sebastian Grandin | Soumission (clé de bras)              | Xtreme Gladiators 3                             | 9 juin 2007       | 1     | 2:38  | Paris, France                         |                                                       |
| Défaite  | 1-1    | Kamil Uygun       | Décision unanime                      | Night of the Gladiators                         | 21 avril 2007     | 2     | 5:00  | Brakel, Belgique                      |                                                       |
| Victoire | 1-0    | Guillaume Janvier | Soumission (Kimura)                   | Shooto Belgium: Consecration                    | 31 mars 2007      | 1     | 1:15  | Charleroi, Belgique                   |                                                       |